# Rui Bento
Rui Fernando da Silva Calapez Pereira Bento, noto semplicemente come Rui Bento (Silves, 4 gennaio 1972), è un allenatore di calcio ed ex calciatore portoghese, di ruolo difensore.

## Carriera

### Giocatore

#### Club
Nato a Silves, in Algarve, cresce calcisticamente nella compagine locale fino a quando non viene prelevato nel 1987, a 15 anni, dalBenfica.
Nel 1991 si trasferisce al Boavista, con cui esordisce tra i professionisti e di cui diventa uno dei giocatori simbolo negli anni a venire. Nel 1992 conquista la Supercoppa di Portogallo, mentre nella sola stagione 1996-1997 ottiene sia la Coppa che la Supercoppa portoghese. Ma è nella stagione 2000-2001 che arriva il risultato più importante e prestigioso: al termine della stagione infatti il Boavista si aggiudica il suo primo storico titolo di Campione di Portogallo.
Nell'estate del 2001, dopo dieci anni al Boavista, viene ingaggiato dallo Sporting Lisbona, con cui vince subito il campionato 2001-2002 (il suo secondo consecutivo). Con i Leões disputa tre stagioni, collezionando 55 presenze totali.
Dopo un altro anno all'Académico Viseu nel ruolo di giocatore-allenatore, si ritira dal calcio nel 2004 a 32 anni, dopo aver disputato 321 partite nel massimo campionato lusitano.

#### Nazionale
Con la Nazionale Under-20 ha vinto il campionato mondiale di categoria nel 1991
1. Ha rappresentato il Portogallo anche a livello olimpico, partecipando ai Giochi Olimpici del 1996, arrivando al quarto posto.
Il 20 novembre 1991 esordisce con la nazionale maggiore a Lisbona in un match contro la Grecia valido per le qualificazioni ad Euro 1992. Dopo un'amichevole contro la Spagna nel 1992, torna ad essere convocato per la SkyDome Cup 1995 a Toronto, dove gioca contro Canada e Danimarca. In seguito ad un match di qualificazione agli Europei del 2000 contro la Romania, disputa la sua ultima partita col Portogallo in un'amichevole persa 4-0 contro la Francia a Saint-Denis.

### Allenatore
Dopo una prima esperienza da giocatore-allenatore all'Académico Viseu, nel 2005 viene nominato tecnico del Barreirense e l'anno successivo del Penafiel. Nel 2008 torna nelle vesti di allenatore al Boavista, ora militante in Liga de Honra, con cui però non riesce a evitare la retrocessione in Segunda Divisão (terzo livello calcistico portoghese).
Nel 2009 viene designato commissario tecnico della nazionale portoghese under-17. A metà della stagione 2010-11 rimpiazza Leonardo Jardim come allenatore del Beira-Mar, permettendo alla squadra di Aveiro di salvarsi. Il 26 febbraio 2012 rassegna le dimissioni da tecnico del Beira-Mar.
Dopo aver allenatore la compagine under-23 dell'Al-Ahli, nel gennaio 2014 viene ingaggiato dal Bangkok United, lasciando l'incarico a fine Thai League 1 2014.
Il 5 ottobre 2016 torna in patria, succedendo a Vítor Paneira come tecnico del Tondela, sedicesimo in classifica in Primeira Liga. L'8 dicembre successivo, dopo aver racimolato un solo punto in cinque gare, di comune accordo con la società, lascia la panchina con la squadra in ultima posizione.

## Statistiche

### Cronologia presenze e reti in nazionale
| Cronologia completa delle presenze e delle reti in nazionale ― Portogallo | Cronologia completa delle presenze e delle reti in nazionale ― Portogallo | Cronologia completa delle presenze e delle reti in nazionale ― Portogallo | Cronologia completa delle presenze e delle reti in nazionale ― Portogallo | Cronologia completa delle presenze e delle reti in nazionale ― Portogallo | Cronologia completa delle presenze e delle reti in nazionale ― Portogallo | Cronologia completa delle presenze e delle reti in nazionale ― Portogallo | Cronologia completa delle presenze e delle reti in nazionale ― Portogallo |
| Data                                                                      | Città                                                                     | In casa                                                                   | Risultato                                                                 | Ospiti                                                                    | Competizione                                                              | Reti                                                                      | Note                                                                      |
| ------------------------------------------------------------------------- | ------------------------------------------------------------------------- | ------------------------------------------------------------------------- | ------------------------------------------------------------------------- | ------------------------------------------------------------------------- | ------------------------------------------------------------------------- | ------------------------------------------------------------------------- | ------------------------------------------------------------------------- |
| 20-11-1991                                                                | Lisbona                                                                   | Portogallo                                                                | 1 – 0                                                                     | Grecia                                                                    | Qual. Euro 1992                                                           | -                                                                         |                                                                           |
| 15-1-1992                                                                 | Torres Novas                                                              | Portogallo                                                                | 0 – 0                                                                     | Spagna                                                                    | Amichevole                                                                | -                                                                         |                                                                           |
| 26-1-1995                                                                 | Toronto                                                                   | Canada                                                                    | 1 – 1                                                                     | Portogallo                                                                | Skydome Cup 1995                                                          | -                                                                         |                                                                           |
| 29-1-1995                                                                 | Toronto                                                                   | Danimarca                                                                 | 0 – 1                                                                     | Portogallo                                                                | Skydome Cup 1995                                                          | -                                                                         |                                                                           |
| 8-9-1999                                                                  | Bucarest                                                                  | Romania                                                                   | 1 – 1                                                                     | Portogallo                                                                | Qual. Euro 2000                                                           | -                                                                         |                                                                           |
| 25-1-2001                                                                 | Saint-Denis                                                               | Francia                                                                   | 4 – 0                                                                     | Portogallo                                                                | Amichevole                                                                | -                                                                         |                                                                           |
| Totale                                                                    |                                                                           | Presenze                                                                  | 6                                                                         |                                                                           | Reti                                                                      | 0                                                                         |                                                                           |

| Cronologia completa delle presenze e delle reti in nazionale ― Portogallo olimpica | Cronologia completa delle presenze e delle reti in nazionale ― Portogallo olimpica | Cronologia completa delle presenze e delle reti in nazionale ― Portogallo olimpica | Cronologia completa delle presenze e delle reti in nazionale ― Portogallo olimpica | Cronologia completa delle presenze e delle reti in nazionale ― Portogallo olimpica | Cronologia completa delle presenze e delle reti in nazionale ― Portogallo olimpica | Cronologia completa delle presenze e delle reti in nazionale ― Portogallo olimpica | Cronologia completa delle presenze e delle reti in nazionale ― Portogallo olimpica |
| Data                                                                               | Città                                                                              | In casa                                                                            | Risultato                                                                          | Ospiti                                                                             | Competizione                                                                       | Reti                                                                               | Note                                                                               |
| ---------------------------------------------------------------------------------- | ---------------------------------------------------------------------------------- | ---------------------------------------------------------------------------------- | ---------------------------------------------------------------------------------- | ---------------------------------------------------------------------------------- | ---------------------------------------------------------------------------------- | ---------------------------------------------------------------------------------- | ---------------------------------------------------------------------------------- |
| 20-7-1996                                                                          | Washington                                                                         | Portogallo olimpica                                                                | 2 – 0                                                                              | Tunisia olimpica                                                                   | Olimpiadi 1996 - 1º turno                                                          | -                                                                                  |                                                                                    |
| 22-7-1996                                                                          | Washington                                                                         | Argentina olimpica                                                                 | 1 – 1                                                                              | Portogallo olimpica                                                                | Olimpiadi 1996 - 1º turno                                                          | -                                                                                  |                                                                                    |
| 24-7-1996                                                                          | Washington                                                                         | Stati Uniti olimpica                                                               | 1 – 1                                                                              | Portogallo olimpica                                                                | Olimpiadi 1996 - 1º turno                                                          | -                                                                                  |                                                                                    |
| 27-7-1996                                                                          | Miami                                                                              | Portogallo olimpica                                                                | 2 – 1 dts                                                                          | Francia olimpica                                                                   | Olimpiadi 1996 - Quarti di finale                                                  | -                                                                                  |                                                                                    |
| 30-7-1996                                                                          | Athens                                                                             | Argentina olimpica                                                                 | 2 – 0                                                                              | Portogallo olimpica                                                                | Olimpiadi 1996 - Semifinali                                                        | -                                                                                  |                                                                                    |
| 2-8-1996                                                                           | Athens                                                                             | Brasile olimpica                                                                   | 5 – 0                                                                              | Portogallo olimpica                                                                | Olimpiadi 1996 - Finale 3º/4º posto                                                | -                                                                                  |                                                                                    |
| Totale                                                                             |                                                                                    | Presenze                                                                           | 6                                                                                  |                                                                                    | Reti                                                                               | 0                                                                                  |                                                                                    |

### Statistiche da allenatore

#### Nazionale kuwaitiana
Statistiche aggiornate al 18 dicembre 2023.
| Squadra | Naz               | dal           | al             | Record | Record | Record | Record     | Record | Record | Record | Record |
| G       | V                 | N             | P              | GF     | GS     | DR     | % Vittorie |        |        |        |        |
| ------- | ----------------- | ------------- | -------------- | ------ | ------ | ------ | ---------- | ------ | ------ | ------ | ------ |
| Kuwait  | Kuwait (bandiera) | 3 agosto 2022 | 30 giugno 2024 | 26     | 13     | 3      | 10         | 40     | 31     | +9     | 50,00  |

#### Nazionale kuwaitiana nel dettaglio
| gen. 2023      | Kuwait        | Coppa delle nazioni del Golfo 2023 | 3° nel gruppo B           | 3  | 1  | 1 | 1  | 33,33 | 2  | 3  | -1 |
| giu.-lug. 2023 | Kuwait        | SAFF Championship 2023             | 2°                        | 5  | 3  | 2 | 0  | 60,00 | 10 | 3  | +7 |
| nov. 2023      | Kuwait        | Qual. Mondiali 2026                | Esonerato durante la fase | 2  | 1  | 0 | 1  | 50,00 | 4  | 1  | +3 |
| 2024           | Kuwait        | Qual. Mondiali 2026                | Esonerato durante la fase | 4  | 1  | 1 | 2  | 25,00 | 2  | 5  | -3 |
| Dal 2022       | Kuwait        | Amichevoli                         |                           | 12 | 7  | 0 | 5  | 58,33 | 18 | 14 | +4 |
| Totale Kuwait  | Totale Kuwait | Totale Kuwait                      | Totale Kuwait             | 26 | 13 | 3 | 10 | 50,00 | 40 | 31 | +9 |

#### Panchine da commissario tecnico della nazionale kuwaitiana
| Cronologia completa delle presenze e delle reti in nazionale ― Kuwait | Cronologia completa delle presenze e delle reti in nazionale ― Kuwait | Cronologia completa delle presenze e delle reti in nazionale ― Kuwait | Cronologia completa delle presenze e delle reti in nazionale ― Kuwait | Cronologia completa delle presenze e delle reti in nazionale ― Kuwait | Cronologia completa delle presenze e delle reti in nazionale ― Kuwait | Cronologia completa delle presenze e delle reti in nazionale ― Kuwait | Cronologia completa delle presenze e delle reti in nazionale ― Kuwait |
| Data                                                                  | Città                                                                 | In casa                                                               | Risultato                                                             | Ospiti                                                                | Competizione                                                          | Reti                                                                  | Note                                                                  |
| --------------------------------------------------------------------- | --------------------------------------------------------------------- | --------------------------------------------------------------------- | --------------------------------------------------------------------- | --------------------------------------------------------------------- | --------------------------------------------------------------------- | --------------------------------------------------------------------- | --------------------------------------------------------------------- |
| 19-11-2022                                                            | Dubai                                                                 | Kuwait                                                                | 2 – 0                                                                 | Libano                                                                | Amichevole                                                            | Faisal Zaid (rig.) Mohammad Bajeyah                                   | Cap: K.Ebrahim                                                        |
| 30-12-2022                                                            | Abu Dhabi                                                             | Iraq                                                                  | 1 – 0                                                                 | Kuwait                                                                | Amichevole                                                            | -                                                                     | Cap: K.Ebrahim                                                        |
| 7-1-2023                                                              | Basra                                                                 | Kuwait                                                                | 0 – 2                                                                 | Qatar                                                                 | Coppa delle Nazioni del Golfo 2023 - 1º turno                         | -                                                                     | Cap: K.Ebrahim                                                        |
| 10-1-2023                                                             | Basra                                                                 | Emirati Arabi Uniti                                                   | 0 – 1                                                                 | Kuwait                                                                | Coppa delle Nazioni del Golfo 2023 - 1º turno                         | Ahmed Al Dhefiri                                                      | Cap: K.Ebrahim                                                        |
| 13-1-2023                                                             | Manama                                                                | Bahrein                                                               | 1 – 1                                                                 | Kuwait                                                                | Coppa delle Nazioni del Golfo 2023 - 1º turno                         | Shabaib Al-Khaldi                                                     | Cap: K.Ebrahim                                                        |
| 24-3-2023                                                             | Kuwait City                                                           | Kuwait                                                                | 2 – 0                                                                 | Filippine                                                             | Amichevole                                                            | Bader Tareq Ali Ali Khalaf                                            | Cap: K.Ebrahim                                                        |
| 28-3-2023                                                             | Kuwait City                                                           | Kuwait                                                                | 2 – 1                                                                 | Tagikistan                                                            | Amichevole                                                            | Bader Tareq Ali Shabaib Al-Khaldi                                     | Cap: K.Ebrahim                                                        |
| 12-6-2023                                                             | Il Cairo                                                              | Kuwait                                                                | 3 – 0                                                                 | Zambia                                                                | Amichevole                                                            | 2 Shabaib Al-Khaldi Khaled Ebrahim                                    | Cap: K.Ebrahim                                                        |
| 15-6-2023                                                             | Il Cairo                                                              | Kuwait                                                                | 2 – 1                                                                 | Sudan                                                                 | Amichevole                                                            | 2 Shabaib Al-Khaldi 2 (rig.)                                          | Cap: K.Ebrahim                                                        |
| 21-6-2023                                                             | Bengaluru                                                             | Kuwait                                                                | 3 – 1                                                                 | Nepal                                                                 | SAFF Championship 2023 - 1º turno                                     | Khaled Ebrahim Shabaib Al-Khaldi Mohammad Daham (rig.)                | Cap: K.Ebrahim                                                        |
| 24-6-2023                                                             | Bengaluru                                                             | Pakistan                                                              | 0 – 4                                                                 | Kuwait                                                                | SAFF Championship 2023 - 1º turno                                     | Hasan Al Enezi 2 Mubarak Al Fnaini Eid Al Rashidi                     | Cap: K.Ebrahim                                                        |
| 27-6-2023                                                             | Bengaluru                                                             | India                                                                 | 1 – 1                                                                 | Kuwait                                                                | SAFF Championship 2023 - 1º turno                                     | autorete                                                              |                                                                       |
| 1-7-2023                                                              | Bengaluru                                                             | Kuwait                                                                | 1 – 0 dts                                                             | Bangladesh                                                            | SAFF Championship 2023 - Semifinale                                   | Ammar Abdullah                                                        | Cap: K.Ebrahim                                                        |
| 4-7-2023                                                              | Bengaluru                                                             | Kuwait                                                                | 1 – 1 dts (4 - 5 dtr)                                                 | India                                                                 | SAFF Championship 2023 - Finale                                       | Shabaib Al-Khaldi                                                     | Cap: K.Ebrahim                                                        |
| 7-9-2023                                                              | Dubai                                                                 | Bahrein                                                               | 1 – 3                                                                 | Kuwait                                                                | Amichevole                                                            | Ahmed Al Dhefiri 2 Shabaib Al-Khaldi                                  | Cap: K.Ebrahim                                                        |
| 11-9-2023                                                             | Bishkek                                                               | Kirghizistan                                                          | 3 – 1                                                                 | Kuwait                                                                | Amichevole                                                            | Ammar Abdullah                                                        |                                                                       |
| 12-10-2023                                                            | Abu Dhabi                                                             | Emirati Arabi Uniti                                                   | 1 – 0                                                                 | Kuwait                                                                | Amichevole                                                            | -                                                                     | Cap: F. Al-Hajeri                                                     |
| 17-10-2023                                                            | Dubai                                                                 | Siria                                                                 | 1 – 2                                                                 | Kuwait                                                                | Amichevole                                                            | 2 Shabaib Al-Khaldi                                                   | Cap: F. Al-Hajeri                                                     |
| 16-11-2023                                                            | Kuwait City                                                           | Kuwait                                                                | 0 – 1                                                                 | India                                                                 | Qual. Mondiali 2026                                                   | -                                                                     | Cap: K.Ebrahim                                                        |
| 21-11-2023                                                            | Dammam                                                                | Afghanistan                                                           | 0 – 4                                                                 | Kuwait                                                                | Qual. Mondiali 2026                                                   | 2 Shabaib Al-Khaldi 1 (rig.) Mohammad Daham Athbii Shehab             | Cap: F. Al-Hajeri                                                     |
| 12-1-2024                                                             | Il Cairo                                                              | Libia                                                                 | 3 – 1                                                                 | Kuwait                                                                | Amichevole                                                            | Hamad Al-Harbi                                                        | Cap: F. Al-Hajeri                                                     |
| 19-1-2024                                                             | Il Cairo                                                              | Uganda                                                                | 2 – 0                                                                 | Kuwait                                                                | Amichevole                                                            | -                                                                     | Cap: F. Al-Hajeri                                                     |
| 21-3-2024                                                             | Doha                                                                  | Qatar                                                                 | 3 – 0                                                                 | Kuwait                                                                | Qual. Mondiali 2026                                                   | -                                                                     | Cap: Y. Al Sulaiman                                                   |
| 26-3-2024                                                             | Al Kuwait                                                             | Kuwait                                                                | 1 – 2                                                                 | Qatar                                                                 | Qual. Mondiali 2026                                                   | Mohammad Daham                                                        | Cap: Y. Al Sulaiman                                                   |
| 6-6-2024                                                              | Kolkata                                                               | India                                                                 | 0 – 0                                                                 | Kuwait                                                                | Qual. Mondiali 2026                                                   | -                                                                     | Cap: Y.Nasser                                                         |
| 11-6-2024                                                             | Kuwait                                                                | Kuwait                                                                | 1 – 0                                                                 | Afghanistan                                                           | Qual. Mondiali 2026                                                   | Eid Naser Al-Rashedi                                                  | Cap: Y.Nasser                                                         |
| Totale                                                                |                                                                       | Presenze                                                              | 26                                                                    |                                                                       | Reti                                                                  | 40                                                                    |                                                                       |

## Palmarès

### Club

#### Competizioni nazionali
- Coppa del Portogallo: 2

Boavista: 1996-1997
Sporting Lisbona: 2001-2002
- Campionato portoghese: 2

Boavista: 2000-2001
Sporting Lisbona: 2001-2002
- Supercoppa di Portogallo: 3

Boavista: 1992, 1997
Sporting Lisbona: 2002

### Nazionale
- Campionato mondiale Under-20: 1

Portogallo 1991